# صالح الشهری
صالح خالد الشهری (انگلیسی: Saleh Al-Shehri؛ زادهٔ ۱ نوامبر ۱۹۹۳) بازیکن فوتبال اهل عربستان سعودی است که در پست مهاجم برای باشگاه الهلال بازی میکند. وی در جام جهانی ۲۰۲۲ گل اول عربستان را به آرژانتین زد .